# Daniel Carter (musicista)
Daniel Carter (Wilkinsburg, 1945) è un sassofonista, flautista, clarinettista e trombettista statunitense free jazz.
È attivo principalmente a New York dal 1970. Carter ha registrato con William Parker, DJ Logic, Thurston Moore, Yo La Tengo, Soul-Junk e Matthew Shipp. È un membro della cooperativa free jazz "Other Dimensions In Music".
In tour in Italia nel 2006 con i Wizard Trio.